# Vida de Santa Maria Egipcíaca
Vida de Santa Maria Egipcíaca és el nom d'un poema del segle xiii en castellà que té com a trets principals la barreja de gènere hagiògrafic amb l'estil dels joglars. Narra la vida de Maria Egipcíaca, una història exemplar per la conversió d'una prostituta en eremita després d'una experiència mística quan seguia uns pelegrins. Consta de 1451 versos apariats de rima irregular on el recurs més important és el contrast, tant entre les dues vides de la protagonista, com en les antítesis de les descripcions, que afecten tant el seu aspecte físic com a l'entorn. El tema era comú en la literatura medieval però aquesta obra conté trets específics, com al·lusions a la lírica popular hispànica o el pes de la Verge en la conversió. L'arquetip de dona penitent va ser des d'aleshores molt conreat per les arts plàstiques i la literatura espanyola.